# Анісова олія

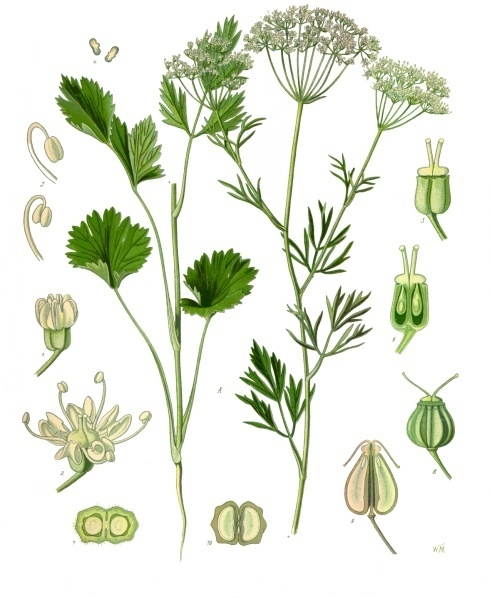
Аніс звичайний

Анісова олія (лат. Anisi aetheroleum — ефірна олія, яку отримують з рослини Аніс (лат. Pimpinella anisum L.) з родини Окружкові (Apiaceae). Стиглі сухі плоди анісу (лат. Anisi fructus) містять олію, яку отримують паровою дистиляцією. Олію та її основний компонент анетол, використовують в багатьох галузях промисловості, як ароматизатори для харчових продуктів, косметики, ліків. Анетол також використовується в процесах органічного синтезу, наприклад, для виробництва радіопротекора стильбестролу.

## Отримання анісової олії
Промислове вирощування анісу є економічно вигідним у країнах з теплим кліматом, де сприятлива погода для розвитку рослини триває 17-20 тижнів. В Україні рентабельніше вирощувати фенхель і отримувати фенхелеву олію, яка також містить значну кількість анетолу.

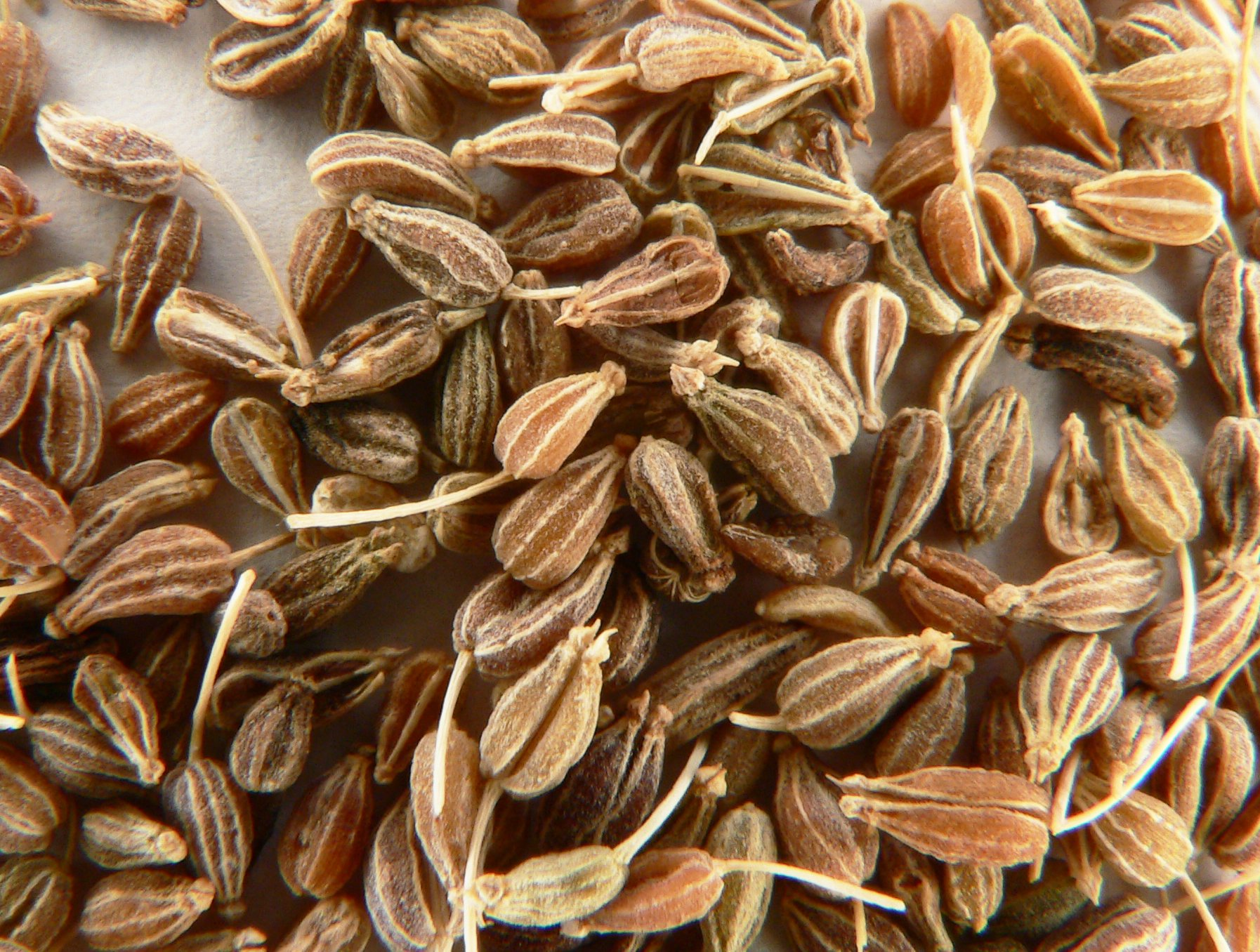
Плоди анісу звичайного

Насіння анісу звичайного, зазвичай дистилюють парою відразу після подрібнення. Перша частка дистиляту (кілька відсотків від загальної кількості) має різкий запах та містить головним чином ацетальдегід, терпени та органічні сполуки сірки. В результаті другого етапу дистиляції виділяється майже чистий анетол. Дистилят збирають при температурі 18–22 °С (твердіння продукту відбувається при нижчій температурі). В середньому отримують близько 2,3 % олії. Після завершення перегонки у насіннях анісу залишається 17–19 % білка і 16–22 % жиру, тому після висушування вони є цінним кормом для худоби.
| Країна вирощування | ефективність, % |
| Чилі               | 1,4 до 2,6      |
| Іспанія            | 3.0             |
| Мексика            | 1.9 до 2.1      |
| Німеччина          | 2.4             |
| Сирія              | 1,5 до 6,0      |
| Італія             | 2,7-3,5         |

Анісова олія повинна містити:
- транс-анетол: 87–94 %
- естрагол: 0,5–5,0 %
- Псевдоізоевгеніл 2-метилбутират: 0,3–2,0 %
- ліналоол: не більше 1,5 %
- анісовий альдегід: 0,1–1,4 %
- α-терпінеол: не більше 1,2 %
- цис -анетол: 0,1–0,4 %

## Властивості анісової олії
| % анетолу | т.к °C |
| 95        | 18.6   |
| 85        | 14     |
| 75        | 9.9    |
| 65        | 6.2    |

Фізичні властивості анісової олії наведені в приблизних значеннях, ймовірно через залежність цих властивостей від складу:
- температура плавлення = 15–19 °C[1]
- вище tt — забарвлена або світло-жовта рідина, що має тенденцію до переохолодження
- характерний запах і сильний солодкий смак
- обертання площини поляризації світла (згідно FP III): α D/20 до −2°
- щільність = 0,98–0,99[1]
- розчинність у 90° етанолі: не менше 1 см³/3 см³ спирту, прозорий розчин, нейтральна реакція
- показник заломлення = 1,552–1,561[1]

Олію зберігають у щільно закритих світлонепроникних ємностях, оскільки під дією повітря та світла воно полімеризується . Основним продуктом реакції є фотоанетол, додатковими продуктами є анісовий альдегід та анісова кислота. В результаті реакції олія втрачає здатність до кристалізації. Фотоанетол і ди-p-метоксистильбен також входять до складу залишку після перегонки наважки олії на водяній бані (9-10 % від маси олії).

## Застосування анісової олії
Анісова олія є смако-ароматичною речовиною. Вона використовується в харчовій, парфумерній і фармацевтичній . Він полегшує травлення та зменшує напругу гладкої мускулатури (наприклад, Oleum Anisi stellati). Застосовується при катарі дихальних шляхів.

## Виноски
1. 1 2 3 4 5  Farmakopea polska. T. 1 (вид. Wyd. 10). Warszawa: Prezes Urzędu Rejestracji Produktów Leczniczych, Wyrobów Medycznych i Produktów Biobójczych : Lumina Grupa Wydawnicza. 2014. ISBN 978-83-63724-46-7.
2. 1 2 3 4 5 6 7  Klimek, Romuald (1957). Olejki eteryczne. Warszawa: Wydawnictwo Przemysłu Lekkiego i Spożywczego.
3. ↑  Podbielkowski, Zbigniew (1989). Słownik roślin użytkowych. Warszawa: PWRiL. ISBN 83-09-00256-4.
4. ↑  Neoazarina. www.herbapol.pl (пол.). Архів оригіналу за 26 жовтня 2013. Процитовано 11 червня 2024. [Архівовано 2013-10-26 у Wayback Machine.]